# Svinbandmask
Svinbandmask (Taenia solium) tillhör klassen bandmaskar (Cestoda). Den lever som parasit i människans tarmar. Dess kroppsform är platt och kan bli 4-6 meter lång. Den har grisar som mellanvärd i vilka den utvecklar en blåsformigt vilstadium (dynt). Människor smittas av att äta otillräckligt uppvärmt griskött med levande dynt. . Människor kan i sällsynta fall  fungera som mellanvärd om de får i sig svinbandmaskens ägg från avföring (fekal-oral smitta). I dessa sällsynta fall bildas dynt i muskelvävnad och kan i vissa fall även spridas till hjärnan och ge symptom som epilepsi-anfall.
Förekomsten av svinbandmask är vanligast i länder där grisuppfödning och dåliga sanitära förhållanden råder. Latinamerika, Asien och Afrika är platser där den är vanligast. Svinbandmasken förekommer sporadiskt i Skandinavien.

## Systematik och utbredning
Svinbandmasken är en slags plattmask som går under klassen bandmaskar (cestoda). Det finns cirka 4000 arter av bandmaskar, där alla är parasiter.  En nära släkting till svinbandmasken är den obeväpnade bandmasken Taenia saginata.  T. Saginata har en liknande livscykel, men här är nötkreatur den vanligaste mellanvärden.
Svinbandmasken har kunnat spåras tillbaka till Asien, Afrika, Latinamerika och de indiska öarna. På Madagaskar för tiotusentals år sedan fanns ägg från svinbandmasken som har legat och vilat i jordens segment. För ca 2000 år sedan migrerade olika folkslag från Asien, Afrika, Latinamerika och de Indiska öarna som kom med olika genotyper av svinbandmasken till Madagaskar. Svinbandmaskens ägg som låg vilande blev då aktiva och tillsammans med de migrerande svinbandmaskarna skapades en ny variant av svinbandmask som inte var lika aggressiv som svinbandmaskarna från Asien, Afrika, Latinamerika och de Indiska öarna.
I slutet av 1800-talet rapporterades fall av infektion av svinbandmasken hos en del människor som hade levt eller återvände från de brittisk kolonierna söder om Sahara och den Indiska kontinenten till Storbritannien. Flera soldater som hade tjänstgjort i kolonierna som återvände till Storbritannien förde smittan med sig. Det var vanligt att själva sjukdomen bröt ut ca 1-2 år efter själva infektionen vilket gjorde att soldaterna förde svinbandmasken vidare in i Storbritannien.
Tillsynen av svinuppfödningen har förbättras i större delen av Europa. Det är oklart hur svinbandmaskens utbredning ser ut i Europa på grund av att de flesta undersökningar har skett i Västeuropa. Västeuropa har mycket få fall av svinbandmask och medan svinuppfödningen har ökat i Östeuropa har få fall av svinbandmasken rapporterats in, vilket gör vetskapen om svinbandmaskens förekomst oklar.
Det har konstaterats att de främsta riskerna för att infekteras av svinbandmasken ligger hos människor bosatta i länder där grisuppfödning och dåliga sanitära förhållanden råder. Gödsling med mänsklig avföring, på åkrar i dessa områden, orsakar spridning av svinbandmaskens ägg.
Svinbandmasken förekommer sporadiskt i Skandinavien.

## Bakgrund och historia
De äldsta fynd av svinbandmask i människa sträcker sig tillbaka till tiden för det ptolemaiska riket. I magväggen på en egyptisk mumie fann man en cystisk lesion . Den cystiska lesionen undersöktes i mikroskop som visade karaktärisera likheter som svinbandmaskens larvstadier har inuti människans kropp. Med hjälp av immunohistokemisk testning kunde mumiens cystiska lesioner jämföras med ett serum från nuvarande infekterad människa som bar på svinbandmaskens onkosfärer.
Insikten om att griskött kunde överföra svinbandmask till människor kan vara orsaken till förbud om förtäring av griskött. Den äldsta källan som beskriver förbud mot förtäring av griskött är den hebreiska bibelns tredje bok. Där står det; "Och grisen, för att den delar hoven och är klövfotad men tuggar inte födan, är oren för dig. Du skall inte äta något av deras kött, och du får inte vidröra deras slaktkroppar. De är orena för dig ". Möjligheten finns att det var detta som gav upphov till att Muhammed (570-632 e.Kr.) uteslöt förtäring av griskött när koranen skrevs.
Också under Antikens Grekland ansågs grisar vara ett orent djur. Människor drabbades av symtom som kallades för "mässlings fläsk", eftersom grisarna hade liknande symptom. I en pjäs från Antikens Grekland, skriven av Aristophanes (c. 448–385 f.Kr.), undersöktes en död människas tunga som brukade göras hos grisar. Samma symtom på människans tunga fanns hos de infekterade grisarnas tunga. Detta hade Aristoteles beskrivit i sina tidigare teorier.
Allmän kännedom fanns bland arabiska och egyptiska läkare om svinbandmasken. En örtmedicin i form av pumpafrön (Cucurbita pepo) gavs till patienterna för att bota dem.

## Anatomi och utseende

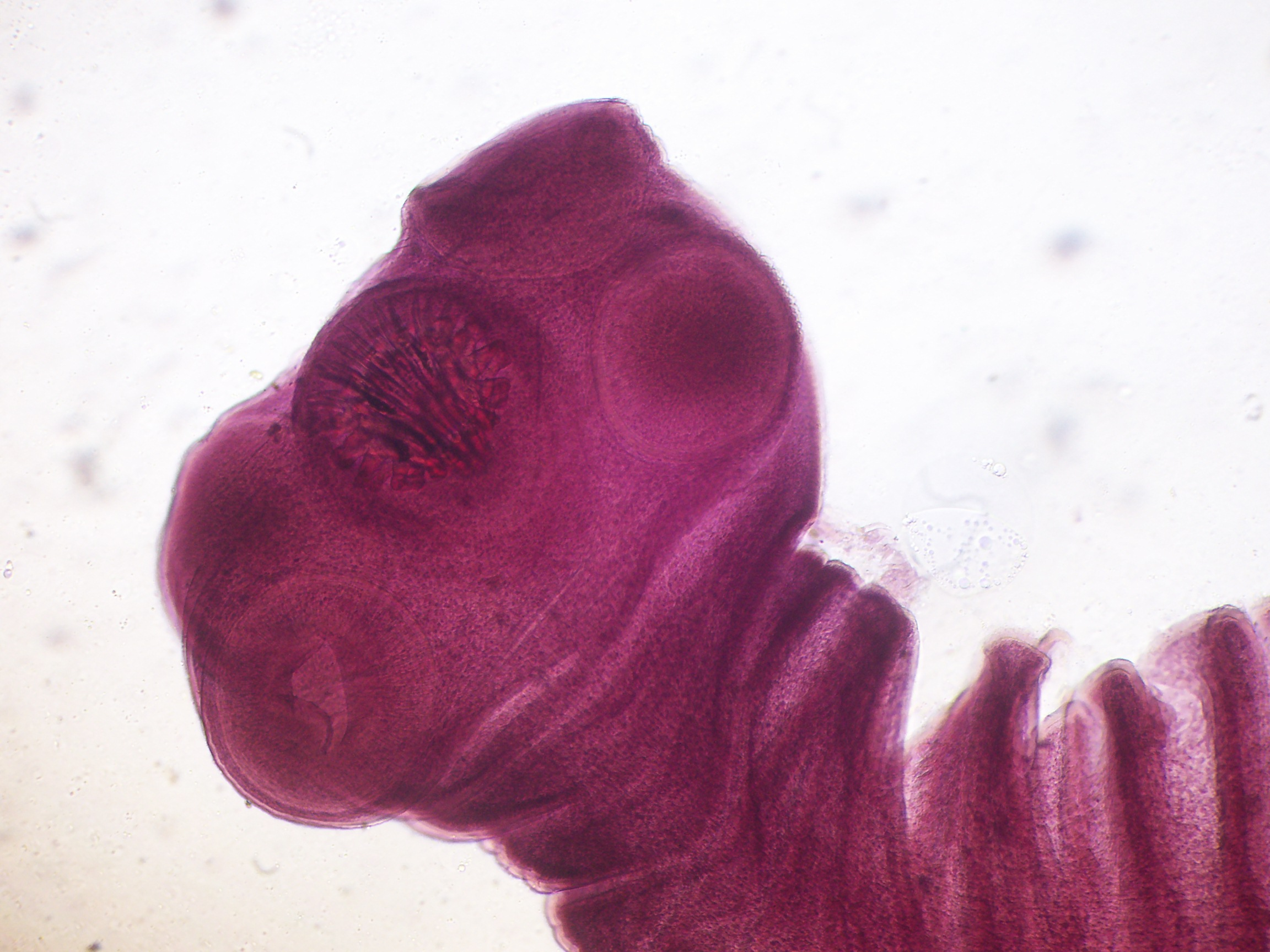
Svinbandmaskens scolex

Svinbandmasken blir oftast 4-6 meter lång, i extrema fall upp mot 10 meter. Den är något tillplattad, 10-12 mm bred och 5-6 mm tjock. Hos en vuxen svinbandmask är huvudet (scolex) mindre än 1 mm och har en rundare form än släktingen Taenia saginata. På toppen av huvudet är svinbandmasken armerad med  22-33 stycken böjda krokar upplagda i två rader i en ring som en avlång krona och fyra sugskålar runt om. Svinbandmasken är ensam bland bandmaskar att ha kvar krokarna i sitt maskhuvud vid vuxet stadium
Masken består av flera segment som var och en innehåller både hanliga och honliga könsorgan (proglottider), vilket gör att den inte behöver befruktas av en annan mask. En svinbandmask växer vanligen upp till 1000 proglottider, där en proglottid bär 50 000 ägg. Äggen är orange-bruna med ett ovalt vägghölje, ungefär 40 mikrometer i diameter med en tjock utsträckt vägg.  .

## Livscykel
Mellanvärd

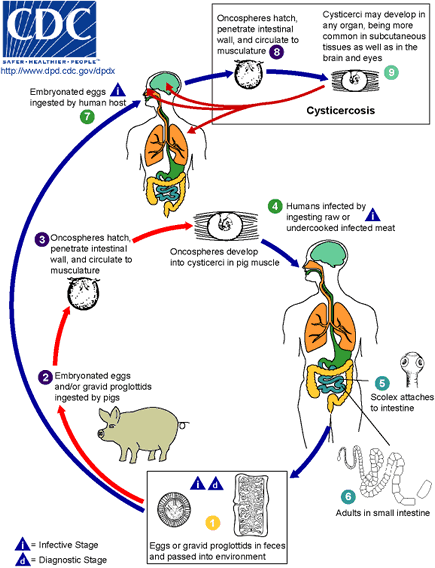
1. Ägg eller proglottider sprids genom människans avföring. 2. Grisen får i sig ägg genom födan 3. Äggen kläcks i tarmen. Oncosfärer sprids till muskelvävnader där det bildas dynt. 4. Människan äter griskött med dynt. 5.Onkosfärens scolex fäster i tarmväggen. 6. En vuxen mask utvecklas 7. Människan får i sig ägg från avföring. 8. Onkosfärer sprids till muskelvävnad och ofta till hjärna eller ögon.

Svinbandmaskens ägg eller äggbärande segment (proglottider) sprids genom avföring från människan. När en gris, eller ett annat däggdjur, sedan äter föda som kontaminerats med avföring får den i sig svinbandmaskens ägg. Gris är den vanligaste mellanvärden. Äggen kläcks i tunntarmen och utvecklas till ett larvstadium som kallas onkosfärer (onchosphaera). Onkosfärerna tar sig genom tarmväggen och sprider sig med cirkulationssystemet till skelettmuskler, tunga, struphuvud eller diafragma. Där ombildas onkosfären till vätskefyllda cystor (dynt eller cysticercus). I det här stadiet kan svinbandmasken befinna sig i ett år innan cystorna förkalkas. Även människor kan fungera mellanvärd för svinbandmask om förtäring av mat, som förorenats med äggen sker.
Slutvärd
Dynt sprider sig sedan till människan vid förtäring av griskött som inte blivit tillräckligt uppvärmt. När dynten når tarmen utvecklar de ett maskhuvud (scolex) som sätter sig fast i tarmväggen. Där lever de av näring i tarmen och börjar producera ägg, cirka 300000 om dagen. Masken släpper ägg som sprids ut genom människans avföring. Under äggläggningsprocessen kan de äldsta segmenten lossna, då både ägg och hela segment kan föras ut med avföringen.

## Infektion och symtom
När människan agerar slutvärd åt svinbandmasken är symtomen oftast lindriga eller saknas helt. En person som infekteras kan uppleva magsmärtor, illamående och diarré.
Då människan agerar mellanvärd kan svinbandmasken ge upphov till en rad infektionssjukdomar däribland vävnadsinfektionen cysticercos och neruocysticercos, som vid infektion drabbar det centrala nervsystemet. Vid cysticercos drabbas framförallt vävnader i muskler, huden och ögat. Neurocysticercos kallas stadiet då cystor bildas i hjärnan vilket kan ha förödande konsekvenser för det centrala nervsystemet.
Både cysticercos och neurocysticercos kan orsaka allvarliga komplikationer för människan. Effekterna kan se olika ut beroende på vilket organsystem som drabbas av cystorna (cysticercis dynt).
Vid drabbande av cysticercos där infektionen spridit sig till olika vävnader och muskler, kan den infekterade värden förbli asymtomatisk i många år. När symtom väl börjar yttra sig kan det bildas små knölar under huden som blir tydliga vid beröring. 
Symtomen vid neurocysticercos är oftast allvarligare än vid cysticercos. Beroende på hur och vart larverna spridit sig men även beroende på värdens immunreaktion kan symtomen se olika ut. Exempel på symtom som kan uppstå är kronisk huvudvärk, blindhet, epilepsianfall, balanssvårigheter, svullnad i hjärnan, stroke m.m.. Epilepsianfall anses vara ett av de mest återkommande symtomen vid neurocysticercos.

## Behandling
När människan infekterats med svinbandmaskens dynt, som utvecklas till en vuxen mask i tarmen, sker behandlingen med maskläkemedlet niklosamid. Detta läkemedel kombineras med mat och är laxerande för att maskarna ska följa med avföringen ut. Det är en engångsbehandling som varierar i dosering beroende på ålder och vikt hos individen 
Behandlingsmetoden för Cysticercos innefattar läkemedel som praziquantel eller Albendazole vilket vanligtvis räcker som engångsdos.
Att behandla cystor i hjärnan kan ta tid och vara en svår och smärtsam upplevelse. Behandlingsmetoden för neurocysticercos varierar beroende på vilket stadium som cystorna befinner sig i, beroende på om de är levande, döda eller förkalkade . Till en början sker behandlingen också med praziquantel eller albendazol.  Om cystorna orsakar epileptiska anfall kommer läkemedel mot detta också behövas. I vissa fall behöver cystorna avlägsnas från hjärnan med kirurgiska ingrepp. I behandlingarna för både cysticercos och neurocysticercos kan steroider behövas för att minska inflammationer..
Behandling kan variera beroende på om det finns andra sjukdomar som måste tas hänsyn till. Individer med andra infektioner, som HIV, AIDS, vissa cancerformer och andra sjukdomar som påverkar immunförsvaret, kräver andra behandlingar än de som ges till fullt friska individer. Kvinnor som drabbas under graviditet kommer också att behandlas på annat sätt för att minska risken för skador på fostret. Ovanstående läkemedel kommer inte användas på en individ med nedsatt immunförsvar, då det gör mer skada än nytta.